# Blariacumcollege
Het Blariacumcollege is een middelbare school in het westelijke Venlose stadsdeel Blerick. De naam van de school verwijst naar het Romeinse legerkamp Blariacum. De school behoort tot de onderwijsgemeenschap OGVO.

## De schoolgebouwen
Voorheen lagen de schoolgebouwen verspreid over Blerick (deels zelfstandig en deels al onderdeel van 'het Blariacum'). Sinds medio 2007 zijn alle gebouwen samengevoegd in twee gebouwen waarvan er een helemaal nieuw is gebouwd. Het nieuwgebouwde pand ligt op de hoek van de Burgemeester Gommansstraat en de Drie Decembersingel en is gebouwd in de vorm van een arena uit de oudheid.
Dit nieuwe gebouw wordt ook wel het juniorcollege genoemd. In dit gebouw zitten alle opleidingen die het Blariacum biedt maar alleen de onderbouw (de helft van de tijd die elke opleiding duurt). Het juniorcollege herbergt dus 1 en 2 vmbo en 1 t/m 3 havo/vwo.
Het andere gebouw is het seniorcollege en ligt een stukje verderop aan de Drie Decembersingel. Hier zitten ook alle opleidingen en spenderen de leerlingen de rest van hun schooljaren.
Ook gebruikte het Blariacumcollege rond de eeuwwisseling het gebouw van het voormalige VBO-College Molenbossen, totdat het gesloopt werd.